# Unterweihersbuch
Unterweihersbuch ist ein Gemeindeteil der Stadt Stein im Landkreis Fürth (Mittelfranken, Bayern). Unterweihersbuch liegt in der Gemarkung Stein.

## Geographie
Durch das Dorf fließt der Grundbach, ein linker Zufluss der Rednitz. Nach dem Namen des Gemeindeteils wird der Grundbach auch Bucher Graben genannt. Im Südwesten grenzt Oberweihersbuch an, im Osten Stein und im Norden das Gewerbegebiet Industriestraße / An der Mühlstraße. Im Nordwesten und Westen gibt es kleinere Waldgebiete. Gemeindeverbindungsstraßen führen nach Unterasbach (1 km westlich), nach Stein (0,8 km nordöstlich) und nach Oberweihersbuch (0,6 km südwestlich).

## Geschichte
Gegen Ende des 18. Jahrhunderts gab es in Unterweihersbuch sieben Anwesen. Das Hochgericht übte das brandenburg-ansbachische Richteramt Roßtal aus. Die Dorf- und Gemeindeherrschaft hatte das Klarenamt der Reichsstadt Nürnberg. Grundherren waren das Klarenamt (6 Halbhöfe) und das Spitalamt (1 Viertelhof).
Von 1797 bis 1808 unterstand der Ort dem Justiz- und Kammeramt Cadolzburg. Im Rahmen des Gemeindeedikts wurde Unterweihersbuch dem 1808 gebildeten Steuerdistrikt Stein zugeordnet. Es gehörte der im selben Jahr gegründeten Ruralgemeinde Stein an. Am 4. Dezember 1841 wurde die Ruralgemeinde Weihersbuch gebildet, zu der Ober- und Unterweihersbuch gehörten. Am 1. Januar 1927 wurde diese wieder nach Stein eingemeindet.

### Baudenkmäler
- Asbacher Weg 3: Wohnstallhaus[8]
- Eichenweg 5: Wohnstallhaus[8]

ehemaliges Baudenkmäler
- Eichenweg 1: Wohnstallhaus
- Kronwerk von Wallensteins Lager am Asbacher Weg

### Einwohnerentwicklung
| Jahr      | 001818 | 001840 | 001861 | 001871 | 001885 | 001900 | 001925 | 001950 | 001961 | 001970 | 001987 | 002022 |
| Einwohner | 50     | 42     | 72     | 106    | 107    | 124    | 203    | *      | *      | *      | 1564   | 1127   |
| Häuser    | 11     | 11     |        |        | 16     | 17     | 24     | *      | *      |        | 445    |        |
| Quelle    | [ 10 ] | [ 11 ] | [ 12 ] | [ 13 ] | [ 14 ] | [ 15 ] | [ 16 ] | [ 17 ] | [ 18 ] | [ 19 ] | [ 20 ] | [ 1 ]  |

## Religion
Der Ort ist seit der Reformation evangelisch-lutherisch geprägt und war ursprünglich nach St. Rochus (Zirndorf) gepfarrt, seit Mitte des 20. Jahrhunderts ist die Pfarrei St. Jakobus (Oberweihersbuch) zuständig. Die Einwohner römisch-katholischer Konfession waren ursprünglich nach St. Walburga (Eibach) gepfarrt, seit den 1960er Jahren ist die Pfarrei St. Albertus Magnus (Stein) zuständig.